# Thérapie par immunoglobulines
La thérapie par immunoglobulines, également appelée immunoglobuline humaine normale (NHIG), consiste à utiliser un mélange d'anticorps (immunoglobulines) pour traiter un certain nombre de problèmes de santé,. Ces affections comprennent l'immunodéficience primaire, le purpura thrombocytopénique immunitaire, la polyneuropathie inflammatoire démyélinisante chronique, la maladie de Kawasaki, certains cas de VIH/sida et de rougeole, le syndrome de Guillain-Barré et certaines autres infections lorsqu'une immunoglobuline plus spécifique n'est pas disponible. Selon la formulation, elle peut être administrée par injection dans un muscle, une veine ou sous la peau. Les effets durent quelques semaines.
Les effets secondaires courants comprennent des douleurs au site d'injection, des douleurs musculaires et des réactions allergiques. Les autres effets secondaires graves comprennent des problèmes rénaux, l'anaphylaxie, des caillots sanguins et la dégradation des globules rouges. L'utilisation n'est pas recommandée chez les personnes présentant certains types de déficience en IgA. L'utilisation semble être relativement sûre pendant la grossesse. L'immunoglobuline humaine est fabriquée à partir de plasma sanguin humain. Elle contient des anticorps contre de nombreux virus.
L'immunoglobuline humaine a été utilisée pour la première fois dans les années 1930 et une formulation pour injection dans une veine a été approuvée pour un usage médical aux États-Unis en 1981. Elle figure sur la liste des médicaments essentiels de l'Organisation mondiale de la santé, les médicaments les plus sûrs et les plus efficaces nécessaires dans un système de santé. Chaque formulation de produit est quelque peu différente. Au Royaume-Uni, une dose coûte au NHS entre 11,20 et 1 200,00 livres selon le type et la quantité. Il existe également un certain nombre de formulations spécifiques d'immunoglobulines, notamment pour l'hépatite B, la rage, le tétanos, la varicelle et l'exposition au sang Rh positif.

## Utilisations médicales
L'immunoglobulothérapie est utilisée dans diverses conditions, dont beaucoup impliquent une diminution ou une suppression des capacités de production d'anticorps, qui vont de l'absence totale de plusieurs types d'anticorps à des déficiences de la sous-classe IgG (impliquant généralement les IgG2 ou IgG3), en passant par d'autres troubles dans lesquels les anticorps sont dans une fourchette quantitative normale, mais manquent de qualité - incapables de répondre aux antigènes comme ils le devraient normalement - ce qui entraîne une augmentation du taux ou de la gravité des infections. Dans ces situations, les perfusions d'immunoglobulines confèrent à leurs destinataires une résistance passive à l'infection en augmentant la quantité/qualité des IgG qu'ils possèdent. La thérapie par immunoglobulines est également utilisée pour un certain nombre d'autres affections, notamment dans de nombreux troubles auto-immuns tels que la dermatomyosite, afin de tenter de réduire la gravité des symptômes. L'immunoglobulothérapie est également utilisée dans certains protocoles de traitement des immunodéficiences secondaires telles que le virus de l'immunodéficience humaine (VIH), certains troubles auto-immuns (tels que la thrombocytopénie immunitaire et la maladie de Kawasaki), certaines maladies neurologiques (neuropathie motrice multifocale, syndrome de la personne raide, sclérose en plaques et myasthénie grave), certaines infections aiguës et certaines complications de la transplantation d'organes.
L'immunoglobulothérapie est particulièrement utile dans certains cas d'infection aiguë comme l'infection pédiatrique par le VIH et est également considérée comme la norme de traitement pour certaines maladies auto-immunes comme le syndrome de Guillain-Barré. La forte demande, associée à la difficulté de produire des immunoglobulines en grandes quantités, a entraîné une pénurie mondiale croissante, des limitations d'utilisation et un rationnement des immunoglobulines.
Différents organismes nationaux et associations médicales ont établi des normes variables pour l'utilisation de la thérapie par immunoglobulines. 